# Campeonato Mundial de Baloncesto Sub-19 de 2011
El Campeonato Mundial de Baloncesto Sub-19 de la FIBA 2011 fue la XV edición del certamen y fue llevada a cabo en Letonia del 30 de junio al 10 de julio de 2011. El sorteo del campeonato tomó lugar el 17 de febrero de 2011 en Riga.
Los equipos jugaron por el sistema de todos contra todos, con los tres mejores equipos avanzando a la etapa de eliminación directa. Lituania fue el campeón y su capitán Jonas Valančiūnas fue elegido el jugador más valioso del torneo.

## Sede
Debajo hay una lista de las sede usadas para los partidos durante el campeonato. Todos los juegos de la ronda preliminar de grupos fueron realizados en un solo pabellón, al igual que los de la fse de eliminación.
| Ronda preliminar            | Ronda preliminar            | Etapa de eliminación |
| --------------------------- | --------------------------- | -------------------- |
| Valmiera                    | Liepāja                     | Rīga                 |
| Vidzemes Olimpiskais Centrs | Liepājas Olimpiskais centrs | Arena Riga           |

## Sorteo
El sorteo llevado a cabo el 17 de febrero dividió a los equipos clasificados en cuatro grupos llamados A, B, C y D, de acuerdo con la ronda preliminar. Además del hecho de que aquellos equipos que estén en el mismo bombo no estarían el mismo grupo de la ronda preliminar, hubo restricciones en como los equipos podían ser sorteados. Previo al sorteo, se sabía que Letonia no estaría en el mismo grupo que Lituania, que jugaría en Liepāja. Además, FIBA quiso que la primera fase en cada ciudad jueguen contra tres equipos europeos, lo que significó que Rusia deba jugar en Valmiera.
| Bombo 1                                 | Bombo 2                        | Bombo 3                       | Bombo 4                                 |
| --------------------------------------- | ------------------------------ | ----------------------------- | --------------------------------------- |
| Estados Unidos Australia Rusia Lituania | Croacia Letonia Polonia Serbia | Argentina Brasil Canadá China | Corea del Sur Egipto China Taipéi Túnez |
| Fuente:                                 |                                |                               |                                         |

## Fase de grupos
Todos los horarios son locales (UTC+3).

### Grupo A
| Equipo  | J | G | P | PF  | PC  | Dif  | Pts | Desempate |
| ------- | - | - | - | --- | --- | ---- | --- | --------- |
| Polonia | 3 | 2 | 1 | 242 | 206 | +36  | 5   | 1–1, +8   |
| Brasil  | 3 | 2 | 1 | 254 | 207 | +47  | 5   | 1–1, +6   |
| Rusia   | 3 | 2 | 1 | 252 | 220 | +32  | 5   | 1–1, −14  |
| Túnez   | 3 | 0 | 3 | 168 | 283 | −115 | 3   |           |

| 30 de junio de 2011 | Polonia                                         | 85–57                                 | Túnez                                      | |  |
| 13:45               | Parciales: 18–13, 28–14, 26–13, 13–17           | Parciales: 18–13, 28–14, 26–13, 13–17 | Parciales: 18–13, 28–14, 26–13, 13–17      | |  |
|                     | Estadísticas Ponitka 17 Bonarek 10 Grochowski 7 | Reporte Pts Reb Asts                  | Estadísticas Mahmoud 10 M'Rad 11 Souabni 5 | Pabellón: Vidzemes Olimpiskais Centrs, Valmiera Árbitros: Elias Koromnilas (GRE), Arnis Ozols (LAT), Zhiyuan Jiang (CHN) |  |

| 30 de junio de 2011 | Rusia                                       | 81–78                                 | Brasil                                                 | |  |
| 16:00               | Parciales: 27–21, 12–20, 23–18, 19–19       | Parciales: 27–21, 12–20, 23–18, 19–19 | Parciales: 27–21, 12–20, 23–18, 19–19                  | |  |
|                     | Estadísticas Karasev 24 Karasev 6 Vikhrov 5 | Reporte Pts Reb Asts                  | Estadísticas Togni Neto 20 Nogueira 9 tres jugadores 2 | Pabellón: Vidzemes Olimpiskais Centrs, Valmiera Árbitros: Takao Udagwa (JPN), Joseph Bissang (FRA), Roberto Vásquez (PUR) |  |

| 1 de julio de 2011 | Túnez                                                   | 55–101                                | Rusia                                                    | |  |
| 13:45              | Parciales: 16–21, 13–29, 14–23, 12–28                   | Parciales: 16–21, 13–29, 14–23, 12–28 | Parciales: 16–21, 13–29, 14–23, 12–28                    | |  |
|                    | Estadísticas Abada 12 Sadaddi, Manai 6 tres jugadores 2 | Reporte Pts Reb Asts                  | Estadísticas Kulagin 18 Trushkin 7 Varnakov, Zaryazhko 4 | Pabellón: Vidzemes Olimpiskais Centrs, Valmiera Árbitros: John Daniel Goble (USA), Fernando Rocha (POR), Zhiyuan Jiang (CHN) |  |

| 1 de julio de 2011 | Brasil                                            | 79–70                                | Polonia                                                       | |  |
| 18:15              | Parciales: 18–22, 23–10, 9–20, 29–18              | Parciales: 18–22, 23–10, 9–20, 29–18 | Parciales: 18–22, 23–10, 9–20, 29–18                          | |  |
|                    | Estadísticas Togni Neto 16 Felicio 7 Togni Neto 5 | Reporte Pts Reb Asts                 | Estadísticas Michalak 14 Ponitka, Niedzwiedzki 7 Grochowski 4 | Pabellón: Vidzemes Olimpiskais Centrs, Valmiera Árbitros: Vicente Bulto (ESP), Michael John Weiland (CAN), Arnis Ozols (LAT) |  |

| 2 de julio de 2011 | Polonia                                           | 87–70                                 | Rusia                                        | |  |
| 13:45              | Parciales: 18–17, 26–27, 26–14, 17–12             | Parciales: 18–17, 26–27, 26–14, 17–12 | Parciales: 18–17, 26–27, 26–14, 17–12        | |  |
|                    | Estadísticas Karnowski 23 Michalak 8 Grochowski 7 | Reporte Pts Reb Asts                  | Estadísticas Karasev 14 Tikhonin 7 Vikhrov 5 | Pabellón: Vidzemes Olimpiskais Centrs, Valmiera Árbitros: Milivoje Jovcic (SRB), Joseph Bissang (FRA), Zhiyuan Jiang (CHN) |  |

| 2 de julio de 2011 | Brasil                                       | 97–56                                | Túnez                                               | |  |
| 18:15              | Parciales: 23–9, 18–17, 26–20, 30–10         | Parciales: 23–9, 18–17, 26–20, 30–10 | Parciales: 23–9, 18–17, 26–20, 30–10                | |  |
|                    | Estadísticas Nogueira 19 Nogueira 10 Cunha 6 | Reporte Pts Reb Asts                 | Estadísticas Souabni 18 Saddadi, M'Rad 5 Roudesli 3 | Pabellón: Vidzemes Olimpiskais Centrs, Valmiera Árbitros: John Daniel Goble (USA), Elias Koromilas (GRE), Naftal Candido Chongo (MOZ) |  |

### Grupo B
| Equipo       | J | G | P | PF  | PC  | Dif | Pts | Desempate |
| ------------ | - | - | - | --- | --- | --- | --- | --------- |
| Australia    | 3 | 2 | 1 | 234 | 192 | +42 | 5   | 1–1, +14  |
| Letonia      | 3 | 2 | 1 | 225 | 204 | +21 | 5   | 1–1, +3   |
| Argentina    | 3 | 2 | 1 | 198 | 204 | −6  | 5   | 1–1, −17  |
| China Taipéi | 3 | 0 | 3 | 201 | 258 | −57 | 3   |           |

| 30 de junio de 2011 | Argentina                                     | 49–73                                 | Australia                                        | |  |
| 18:15               | Parciales: 10–17, 10–15, 11–12, 18–29         | Parciales: 10–17, 10–15, 11–12, 18–29 | Parciales: 10–17, 10–15, 11–12, 18–29            | |  |
|                     | Estadísticas Massarelli 16 Delia 11 Paredes 7 | Reporte Pts Reb Asts                  | Estadísticas Drmic 25 Creek 7 Greenwood, Trist 5 | Pabellón: Vidzemes Olimpiskais Centrs, Valmiera Árbitros: Vicente Bulto (ESP), Milivoje Jovcic (SRB), Fernando Rocha (POR) |  |

| 30 de junio de 2011 | Letonia                                    | 85–67                                 | China Taipéi                                | |  |
| 20:30               | Parciales: 25–20, 17–13, 24–14, 19–20      | Parciales: 25–20, 17–13, 24–14, 19–20 | Parciales: 25–20, 17–13, 24–14, 19–20       | |  |
|                     | Estadísticas Timma 23 Timma 14 Vecvagars 6 | Reporte Pts Reb Asts                  | Estadísticas Hu 18 Chen, Hu 4 Chien, Chen 3 | Pabellón: Vidzemes Olimpiskais Centrs, Valmiera Árbitros: John Daniel Goble (USA), Michael John Weiland (CAN), Naftal Candido Chongo (MOZ) |  |

| 1 de julio de 2011 | China Taipéi                          | 69–80                                 | Argentina                                            | |  |
| 16:00              | Parciales: 16–17, 15–21, 10–29, 28–13 | Parciales: 16–17, 15–21, 10–29, 28–13 | Parciales: 16–17, 15–21, 10–29, 28–13                | |  |
|                    | Estadísticas Hung 18 Chen 6 Chen 3    | Reporte Pts Reb Asts                  | Estadísticas Paredes 19 cuatro jugadores 5 Giaveno 6 | Pabellón: Vidzemes Olimpiskais Centrs, Valmiera Árbitros: Joseph Bissang (FRA), Milivoje Jovcic (SRB), Naftal Candido Chongo (MOZ) |  |

| 1 de julio de 2011 | Australia                                      | 68–78                                 | Letonia                                         | |  |
| 20:30              | Parciales: 15–18, 17–17, 17–29, 19–14          | Parciales: 15–18, 17–17, 17–29, 19–14 | Parciales: 15–18, 17–17, 17–29, 19–14           | |  |
|                    | Estadísticas Creek 20 tres jugadores 5 Creek 4 | Reporte Pts Reb Asts                  | Estadísticas Vecvagars 24 Dukulis 7 Vecvagars 6 | Pabellón: Vidzemes Olimpiskais Centrs, Valmiera Árbitros: Takao Udagwa (JPN), Elias Koromilas (GRE), Roberto Vazquez (PUR) |  |

| 2 de julio de 2011 | China Taipéi                          | 65–93                                 | Australia                                               | |  |
| 16:00              | Parciales: 17–29, 17–20, 16–30, 15–14 | Parciales: 17–29, 17–20, 16–30, 15–14 | Parciales: 17–29, 17–20, 16–30, 15–14                   | |  |
|                    | Estadísticas Hung 22 Fan 5 Chen 3     | Reporte Pts Reb Asts                  | Estadísticas Drmic 34 Drmic 8 Aldridge, Hadziomerovic 4 | Pabellón: Vidzemes Olimpiskais Centrs, Valmiera Árbitros: Arnis Ozols (LAT), Takao Udagawa (JPN), Roberto Vásquez (PUR) |  |

| 2 de julio de 2011 | Argentina                                     | 69–62                               | Letonia                                         | |  |
| 20:30              | Parciales: 18–9, 14–9, 17–22, 20–22           | Parciales: 18–9, 14–9, 17–22, 20–22 | Parciales: 18–9, 14–9, 17–22, 20–22             | |  |
|                    | Estadísticas Massarelli 15 Delia 12 Giaveno 5 | Reporte Pts Reb Asts                | Estadísticas Vecvagars 17 Dukulis 9 Vecvagars 3 | Pabellón: Vidzemes Olimpiskais Centrs, Valmiera Árbitros: Vicente Bulto (ESP), Michael John Weiland (CAN), Fernando Rocha (POR) |  |

### Grupo C
| Equipo        | J | G | P | PF  | PC  | Dif | Pts | Desempate |
| ------------- | - | - | - | --- | --- | --- | --- | --------- |
| Croacia       | 3 | 2 | 1 | 247 | 234 | +13 | 5   | 1–0       |
| Lituania      | 3 | 2 | 1 | 303 | 220 | +83 | 5   | 0–1       |
| Canadá        | 3 | 1 | 2 | 261 | 292 | −31 | 4   | 1–0       |
| Corea del Sur | 3 | 1 | 2 | 232 | 297 | −65 | 4   | 0–1       |

| 30 de junio de 2011 | Corea del Sur                         | 93–109                                | Canadá                                              | |  |
| 18:15               | Parciales: 22–28, 29–27, 25–27, 17–27 | Parciales: 22–28, 29–27, 25–27, 17–27 | Parciales: 22–28, 29–27, 25–27, 17–27               | |  |
|                     | Estadísticas Lee 25 Lee 6 Kim 8       | Reporte Pts Reb Asts                  | Estadísticas Bhullar 24 Bhullar 14 Pangos, Scrubb 3 | Pabellón: Liepājas Olimpiskais centrs, Liepāja Árbitros: Guerrino Cerebuch (ITA), Robert Lottermoser (GER), Yi-Chih Chung (TPE) |  |

| 30 de junio de 2011 | Croacia                                       | 88–75                                 | Lituania                                                 | |  |
| 20:30               | Parciales: 22–18, 20–13, 26–22, 20–22         | Parciales: 22–18, 20–13, 26–22, 20–22 | Parciales: 22–18, 20–13, 26–22, 20–22                    | |  |
|                     | Estadísticas Katić 23 Šarić 11 Katic, Šarić 4 | Reporte Pts Reb Asts                  | Estadísticas Valančiūnas 19 Valančiūnas 13 Butkevičius 3 | Pabellón: Liepājas Olimpiskais centrs, Liepāja Árbitros: Fernando Jorge Sampietro (ARG), Guilherme Locatelli (BRA), Alejandro Sánchez (URU) |  |

| 1 de julio de 2011 | Lituania                                                             | 117–64                                | Corea del Sur                         | |  |
| 18:15              | Parciales: 33–11, 30–21, 31–12, 23–20                                | Parciales: 33–11, 30–21, 31–12, 23–20 | Parciales: 33–11, 30–21, 31–12, 23–20 | |  |
|                    | Estadísticas Valančiūnas 25 Valančiūnas 17 Simanavičius, Čižauskas 7 | Reporte Pts Reb Asts                  | Estadísticas Kim 13 Kim 5 Kim 5       | Pabellón: Liepājas Olimpiskais centrs, Liepāja Árbitros: Robert Lottermoser (GER), Samir Abaakil (MAR), Marwan Egho (LIB) |  |

| 1 de julio de 2011 | Canadá                                    | 84–88                                 | Croacia                                           | |  |
| 20:30              | Parciales: 21–26, 22–18, 20–18, 21–26     | Parciales: 21–26, 22–18, 20–18, 21–26 | Parciales: 21–26, 22–18, 20–18, 21–26             | |  |
|                    | Estadísticas Pangos 19 Pierre 11 Pangos 5 | Reporte Pts Reb Asts                  | Estadísticas Hezonja 21 Barac 16 tres jugadores 4 | Pabellón: Liepājas Olimpiskais centrs, Liepāja Árbitros: Borys Ryzhyk (UKR), Philip Haines (AUS), Olegs Latisevs (LAT) |  |

| 2 de julio de 2011 | Croacia                                                   | 71–75                                 | Corea del Sur                             | |  |
| 16:00              | Parciales: 21–19, 11–24, 19–14, 20–18                     | Parciales: 21–19, 11–24, 19–14, 20–18 | Parciales: 21–19, 11–24, 19–14, 20–18     | |  |
|                    | Estadísticas Barac 21 Krstanovic 16 Junakovic, Zadravec 4 | Reporte Pts Reb Asts                  | Estadísticas Kim, Kim 19 Kim, Kim 8 Kim 6 | Pabellón: Liepājas Olimpiskais centrs, Liepāja Árbitros: Sergey Mikhaylov (RUS), Fernando Jorge Sampietro (ARG), Marwan Egho (LIB) |  |

| 2 de julio de 2011 | Canadá                                           | 68–111                                | Lituania                                            | |  |
| 20:30              | Parciales: 13–29, 15–32, 22–23, 18–27            | Parciales: 13–29, 15–32, 22–23, 18–27 | Parciales: 13–29, 15–32, 22–23, 18–27               | |  |
|                    | Estadísticas Pierre 10 Pierre 9 Hanlan, Pangos 2 | Reporte Pts Reb Asts                  | Estadísticas Čižauskas 22 Valančiūnas 9 Čižauskas 5 | Pabellón: Liepājas Olimpiskais centrs, Liepāja Árbitros: Guerrino Cerebuch (ITA), Alejandro Sánchez (URU), Guilherme Locatelli (BRA) |  |

### Grupo D
| Equipo         | J | G | P | PF  | PC  | Dif | Pts |
| -------------- | - | - | - | --- | --- | --- | --- |
| Estados Unidos | 3 | 3 | 0 | 277 | 204 | +73 | 6   |
| Serbia         | 3 | 2 | 1 | 241 | 220 | +21 | 5   |
| Egipto         | 3 | 1 | 2 | 227 | 296 | −69 | 4   |
| China          | 3 | 0 | 3 | 235 | 260 | −25 | 3   |

| 30 de junio de 2011 | China                                 | 73–78                                 | Serbia                                          | |  |
| 13:45               | Parciales: 16–14, 19–22, 14–18, 24–24 | Parciales: 16–14, 19–22, 14–18, 24–24 | Parciales: 16–14, 19–22, 14–18, 24–24           | |  |
|                     | Estadísticas Guo 21 Zhai 7 Guo 4      | Reporte Pts Reb Asts                  | Estadísticas Cvetković 20 Silađi 10 Cvetković 6 | Pabellón: Liepājas Olimpiskais centrs, Liepāja Árbitros: Philip Haines (AUS), Olegs Latisevs (LAT), Sergey Mikhaylov (RUS) |  |

| 30 de junio de 2011 | Estados Unidos                               | 115–60                               | Egipto                                    | |  |
| 16:00               | Parciales: 25–5, 25–24, 32–15, 33–16         | Parciales: 25–5, 25–24, 32–15, 33–16 | Parciales: 25–5, 25–24, 32–15, 33–16      | |  |
|                     | Estadísticas McDermott 19 Leonard 11 Brown 7 | Reporte Pts Reb Asts                 | Estadísticas Mohamed 17 Ahmed 9 Mostafa 3 | Pabellón: Liepājas Olimpiskais centrs, Liepāja Árbitros: Borys Ryzhyk (UKR), Samir Abbakil (MAR), Marwan Egho (LIB) |  |

| 1 de julio de 2011 | Egipto                                                    | 100–96                                                    | China                                                     | |  |
| 13:45              | Parciales: 16–10, 18–15, 22–18, 20–33 (T.E.: 11–11, 13–9) | Parciales: 16–10, 18–15, 22–18, 20–33 (T.E.: 11–11, 13–9) | Parciales: 16–10, 18–15, 22–18, 20–33 (T.E.: 11–11, 13–9) | |  |
|                    | Estadísticas Ahmed 25 Ahmed 16 Hossam 10                  | Reporte Pts Reb Asts                                      | Estadísticas Zhai 28 Wang 10 Wang 7                       | Pabellón: Liepājas Olimpiskais centrs, Liepāja Árbitros: Sergey Mikhaylov (RUS), Guilherme Locatelli (BRA), Alejandro Sánchez (URU) |  |

| 1 de julio de 2011 | Serbia                                           | 78–80                                 | Estados Unidos                                | |  |
| 16:00              | Parciales: 17–21, 14–17, 22–19, 25–23            | Parciales: 17–21, 14–17, 22–19, 25–23 | Parciales: 17–21, 14–17, 22–19, 25–23         | |  |
|                    | Estadísticas Cvetković 20 Mitrović 9 Cvetković 2 | Reporte Pts Reb Asts                  | Estadísticas Jackson 19 Mitchell 9 Hardaway 4 | Pabellón: Liepājas Olimpiskais centrs, Liepāja Árbitros: Guerrino Cerebuch (ITA), Fernando Jorge Sampietro (ARG), Yi-Chih Chung (TPE) |  |

| 2 de julio de 2011 | Serbia                                                     | 85–67                                 | Egipto                                  | |  |
| 13:45              | Parciales: 25–17, 20–18, 19–18, 21–14                      | Parciales: 25–17, 20–18, 19–18, 21–14 | Parciales: 25–17, 20–18, 19–18, 21–14   | |  |
|                    | Estadísticas Cvetković 24 Gujaničić 14 Vujošević, Lambić 5 | Reporte Pts Reb Asts                  | Estadísticas Ahmed 20 Ahmed 11 Hossam 5 | Pabellón: Liepājas Olimpiskais centrs, Liepāja Árbitros: Borys Ryzhyk (UKR), Yi-Chih Chung (TPE), Robert Lottermoser (GER) |  |

| 2 de julio de 2011 | Estados Unidos                                    | 82–66                                 | China                                          | |  |
| 18:15              | Parciales: 25–13, 19–15, 12–25, 26–13             | Parciales: 25–13, 19–15, 12–25, 26–13 | Parciales: 25–13, 19–15, 12–25, 26–13          | |  |
|                    | Estadísticas Lamb 17 cuatro jugadores 8 Jackson 5 | Reporte Pts Reb Asts                  | Estadísticas Ju 17 Zhai 7 Wang Zh., Wang Zi. 2 | Pabellón: Liepājas Olimpiskais centrs, Liepāja Árbitros: Philip Lawrence Poulton Haines (AUS), Samir Abaakil (MAR), Olegs Latisevs (LAT) |  |

## Segunda ronda

### Grupo E
| Equipo    | J | G | P | PF  | PC  | Dif | Pts | Desempate |
| --------- | - | - | - | --- | --- | --- | --- | --------- |
| Australia | 6 | 5 | 1 | 454 | 379 | +75 | 11  |           |
| Polonia   | 6 | 4 | 2 | 453 | 427 | +26 | 10  | 1–0       |
| Argentina | 6 | 4 | 2 | 413 | 416 | −3  | 10  | 0–1       |
| Rusia     | 6 | 3 | 3 | 473 | 441 | +32 | 9   | 1–0       |
| Brasil    | 6 | 3 | 3 | 468 | 414 | +54 | 9   | 0–1       |
| Letonia   | 6 | 2 | 4 | 439 | 451 | −12 | 8   |           |

| 4 de julio de 2011 | Australia                             | 85–78                                 | Rusia                                                 | |  |
| 16:45              | Parciales: 18–21, 19–18, 21–22, 27–17 | Parciales: 18–21, 19–18, 21–22, 27–17 | Parciales: 18–21, 19–18, 21–22, 27–17                 | |  |
|                    | Estadísticas Drmic 22 Creek 7 Drmic 3 | Reporte Pts Reb Asts                  | Estadísticas Karasev, Kulagin 19 Trushkin 7 Loginov 5 | Pabellón: Arena Riga, Riga Árbitros: Guerrino Cerebuch (ITA), Milivoje Jovcic (SRB), Yi-Chih Chung (TPE) |  |

| 4 de julio de 2011 | Letonia                                       | 73–88                                 | Brasil                                                 | |  |
| 19:00              | Parciales: 18–17, 16–29, 24–26, 15–16         | Parciales: 18–17, 16–29, 24–26, 15–16 | Parciales: 18–17, 16–29, 24–26, 15–16                  | |  |
|                    | Estadísticas Dukulis 22 Dukulis 9 Vecvagars 4 | Reporte Pts Reb Asts                  | Estadísticas Togni Neto 19 Felicio 10 tres jugadores 3 | Pabellón: Arena Riga, Riga Árbitros: John Daniel Goble (USA), Elias Koromilas (GRE), Joseph Bissang (FRA) |  |

| 4 de julio de 2011 | Argentina                                                         | 71–73                                | Polonia                                        | |  |
| 21:15              | Parciales: 11–20, 8–13, 27–17, 25–23                              | Parciales: 11–20, 8–13, 27–17, 25–23 | Parciales: 11–20, 8–13, 27–17, 25–23           | |  |
|                    | Estadísticas Paredes 17 Massarelli, Pérez 6 Massarelli, Giaveno 5 | Reporte Pts Reb Asts                 | Estadísticas Ponitka 20 Karnowski 9 Michalak 4 | Pabellón: Arena Riga, Riga Árbitros: Michael John Weiland (CAN), Robert Lottermoser (GER), Samir Abaakil (MAR) |  |

| 5 de julio de 2011 | Brasil                                                     | 57–63                                 | Australia                                             |                                                                                                   |  |
| 16:45              | Parciales: 12–12, 16–16, 14–17, 15–18                      | Parciales: 12–12, 16–16, 14–17, 15–18 | Parciales: 12–12, 16–16, 14–17, 15–18                 |                                                                                                   |  |
|                    | Estadísticas Togni Neto 19 Nogueira 16 Cunha, Togni Neto 2 | Reporte Pts Reb Asts                  | Estadísticas Creek 23 Creek 10 Drmic, Hadziomerovic 2 | Pabellón: Arena Riga, Riga Árbitros: Vicente Bulto (ESP), Borys Ryzhyk (UKR), Zhiyuan Jiang (CHN) |  |

| 5 de julio de 2011 | Polonia                                               | 86–78                                 | Letonia                                                   | |  |
| 19:00              | Parciales: 27–13, 25–14, 12–16, 22–35                 | Parciales: 27–13, 25–14, 12–16, 22–35 | Parciales: 27–13, 25–14, 12–16, 22–35                     | |  |
|                    | Estadísticas Ponitka 26 tres jugadores 8 Grzelinski 4 | Reporte Pts Reb Asts                  | Estadísticas Vecvagars 21 Bertāns 11 Vecvagars, Dukulis 3 | Pabellón: Arena Riga, Riga Árbitros: Guerrino Cerebuch (ITA), Milivoje Jovcic (SRB), Yi-Chih Chung (TPE) |  |

| 5 de julio de 2011 | Rusia                                                 | 70–73                                 | Argentina                              | |  |
| 21:15              | Parciales: 12–16, 14–23, 25–15, 19–19                 | Parciales: 12–16, 14–23, 25–15, 19–19 | Parciales: 12–16, 14–23, 25–15, 19–19  | |  |
|                    | Estadísticas Karasev 25 Karasev 8 Karasev, Varnakov 3 | Reporte Pts Reb Asts                  | Estadísticas Garino 19 Delia 8 Delia 3 | Pabellón: Arena Riga, Riga Árbitros: Takao Udagawa (JPN), John Daniel Goble (USA), Elias Koromilas (GRE) |  |

| 6 de julio de 2011 | Australia                                             | 72–52                                | Polonia                                               | |  |
| 16:45              | Parciales: 12–14, 17–13, 24–6, 19–19                  | Parciales: 12–14, 17–13, 24–6, 19–19 | Parciales: 12–14, 17–13, 24–6, 19–19                  | |  |
|                    | Estadísticas Aldridge 21 tres jugadores 8 Greenwood 3 | Reporte Pts Reb Asts                 | Estadísticas Niedzwiedzki 11 Karnowski 7 Grzelinski 3 | Pabellón: Arena Riga, Riga Árbitros: John Daniel Goble (USA), Milivoje Jovcic (SRB), Alejandro Sánchez (URU) |  |

| 6 de julio de 2011 | Letonia                                        | 63–73                                 | Rusia                                                   | |  |
| 19:00              | Parciales: 21–15, 11–12, 17–16, 14–30          | Parciales: 21–15, 11–12, 17–16, 14–30 | Parciales: 21–15, 11–12, 17–16, 14–30                   | |  |
|                    | Estadísticas Vecvagars 17 Dukulis 12 Bertans 5 | Reporte Pts Reb Asts                  | Estadísticas Varnakov 21 Zaryazhko 7 cuatro jugadores 2 | Pabellón: Arena Riga, Riga Árbitros: Michael John Weiland (CAN), Robert Lottermoser (GER), Roberto Vazquez (PUR) |  |

| 6 de julio de 2011 | Argentina                                        | 71–69                                            | Brasil                                           | |  |
| 21:15              | Parciales: 8–19, 16–11, 18–13, 20–19 (T.E.: 9–7) | Parciales: 8–19, 16–11, 18–13, 20–19 (T.E.: 9–7) | Parciales: 8–19, 16–11, 18–13, 20–19 (T.E.: 9–7) | |  |
|                    | Estadísticas Massarelli 15 Delia 8 Copello 4     | Reporte Pts Reb Asts                             | Estadísticas Taddei 15 Nogueira 13 Togni Neto 8  | Pabellón: Arena Riga, Riga Árbitros: Guerrino Cerebuch (ITA), Borys Ryzhyk (UKR), Yi-Chih Chung (TPE) |  |

### Grupo F
| Equipo         | J | G | P | PF  | PC  | Dif  | Pts | Desempate |
| -------------- | - | - | - | --- | --- | ---- | --- | --------- |
| Estados Unidos | 6 | 5 | 1 | 552 | 450 | +102 | 11  |           |
| Croacia        | 6 | 4 | 2 | 485 | 473 | +12  | 10  | 1–1, +8   |
| Lituania       | 6 | 4 | 2 | 557 | 440 | +117 | 10  | 1–1, +4   |
| Serbia         | 6 | 4 | 2 | 462 | 432 | +30  | 10  | 1–1, −12  |
| Canadá         | 6 | 2 | 4 | 481 | 540 | −41  | 8   |           |
| Egipto         | 6 | 1 | 5 | 438 | 548 | −110 | 7   |           |

| 4 de julio de 2011 | Egipto                                         | 81–83                                 | Croacia                                       | |  |
| 10:00              | Parciales: 22–25, 20–22, 24–19, 15–17          | Parciales: 22–25, 20–22, 24–19, 15–17 | Parciales: 22–25, 20–22, 24–19, 15–17         | |  |
|                    | Estadísticas Mohamed, Ahmed 22 Samir 7 Ahmed 4 | Reporte Pts Reb Asts                  | Estadísticas Šarić 19 Šarić 16 Katić, Šarić 7 | Pabellón: Arena Riga, Riga Árbitros: Guilherme Locatelli (BRA), Olegs Latisevs (LAT), Zhiyuan Jiang (CHN) |  |

| 4 de julio de 2011 | Serbia                                       | 54–71                                | Lituania                                               | |  |
| 12:15              | Parciales: 8–19, 13–14, 22–15, 11–23         | Parciales: 8–19, 13–14, 22–15, 11–23 | Parciales: 8–19, 13–14, 22–15, 11–23                   | |  |
|                    | Estadísticas Cvetković 15 Lambić 12 Lambić 3 | Reporte Pts Reb Asts                 | Estadísticas Valančiūnas 18 Valančiūnas 13 Čižauskas 7 | Pabellón: Arena Riga, Riga Árbitros: Takao Udagawa (JPN), Vicente Bulto (ESP), Roberto Vazquez (PUR) |  |

| 4 de julio de 2011 | Estados Unidos                           | 83–54                                | Canadá                                     | |  |
| 14:30              | Parciales: 21–14, 25–9, 22–17, 15–14     | Parciales: 21–14, 25–9, 22–17, 15–14 | Parciales: 21–14, 25–9, 22–17, 15–14       | |  |
|                    | Estadísticas Bell 16 Mitchell 9 Carson 6 | Reporte Pts Reb Asts                 | Estadísticas Bhullar 15 Bhullar 7 Pangos 5 | Pabellón: Arena Riga, Riga Árbitros: Fernando Jorge Sampietro (ARG), Borys Ryzhyk (UKR), Fernando Rocha (POR) |  |

| 5 de julio de 2011 | Canadá                                   | 91–71                                 | Egipto                                    | |  |
| 10:00              | Parciales: 25–14, 23–16, 27–14, 16–27    | Parciales: 25–14, 23–16, 27–14, 16–27 | Parciales: 25–14, 23–16, 27–14, 16–27     | |  |
|                    | Estadísticas Pangos 22 Shaver 8 Hanlan 8 | Reporte Pts Reb Asts                  | Estadísticas Mohamed 16 Mohamed 7 Ahmed 6 | Pabellón: Arena Riga, Riga Árbitros: Olegs Latisevs (LAT), Roberto Vazquez (PUR), Samir Abaakil (MAR) |  |

| 5 de julio de 2011 | Croacia                               | 68–73                                 | Serbia                                              | |  |
| 12:15              | Parciales: 11–16, 20–15, 19–17, 18–25 | Parciales: 11–16, 20–15, 19–17, 18–25 | Parciales: 11–16, 20–15, 19–17, 18–25               | |  |
|                    | Estadísticas Barac 18 Šarić 8 Katic 5 | Reporte Pts Reb Asts                  | Estadísticas Drenovac 19 Gujaničić 9 five players 1 | Pabellón: Arena Riga, Riga Árbitros: Michael John Weiland (CAN), Guilherme Locatelli (BRA), Fernando Rocha (POR) |  |

| 5 de julio de 2011 | Lituania                                             | 105–107                                             | Estados Unidos                                       | |  |
| 14:30              | Parciales: 15–25, 24–24, 21–20, 34–25 (T.E.: 11–13)  | Parciales: 15–25, 24–24, 21–20, 34–25 (T.E.: 11–13) | Parciales: 15–25, 24–24, 21–20, 34–25 (T.E.: 11–13)  | |  |
|                    | Estadísticas Valančiūnas 30 Valančiūnas 15 Redikas 3 | Reporte Pts Reb Asts                                | Estadísticas Lamb 35 McDermott, Mitchell 8 Jackson 6 | Pabellón: Arena Riga, Riga Árbitros: Fernando Jorge Sampietro (ARG), Joseph Bissang (FRA), Robert Lottermoser (GER) |  |

| 6 de julio de 2011 | Egipto                                 | 59–78                                | Lituania                                             | |  |
| 10:00              | Parciales: 9–23, 16–23, 17–17, 17–15   | Parciales: 9–23, 16–23, 17–17, 17–15 | Parciales: 9–23, 16–23, 17–17, 17–15                 | |  |
|                    | Estadísticas Ahmed 23 Ahmed 19 Ahmed 7 | Reporte Pts Reb Asts                 | Estadísticas Valančiūnas 17 Valančiūnas 13 Redikas 6 | Pabellón: Arena Riga, Riga Árbitros: Elias Koromilas (GRE), Fernando Rocha (POR), Zhiyuan Jiang (CHN) |  |

| 6 de julio de 2011 | Serbia                                                       | 94–73                                 | Canadá                                            | |  |
| 12:15              | Parciales: 23–14, 24–12, 25–20, 22–27                        | Parciales: 23–14, 24–12, 25–20, 22–27 | Parciales: 23–14, 24–12, 25–20, 22–27             | |  |
|                    | Estadísticas Drenovac 14 Bogdanović, Gujaničić 7 Cvetković 6 | Reporte Pts Reb Asts                  | Estadísticas Lomomba 14 Shaver 8 Pangos, Hanlan 2 | Pabellón: Arena Riga, Riga Árbitros: Joseph Bissang (FRA), Fernando Jorge Sampietro (ARG), Guilherme Locatelli (BRA) |  |

| 6 de julio de 2011 | Estados Unidos                         | 85–87                                 | Croacia                               | |  |
| 14:30              | Parciales: 24–25, 19–21, 18–24, 24–17  | Parciales: 24–25, 19–21, 18–24, 24–17 | Parciales: 24–25, 19–21, 18–24, 24–17 | |  |
|                    | Estadísticas Lamb 25 Young 8 Jackson 4 | Reporte Pts Reb Asts                  | Estadísticas Katic 21 Šarić 8 Katic 4 | Pabellón: Arena Riga, Riga Árbitros: Vicente Bulto (ESP), Takao Udagawa (JPN), Olegs Latisevs (LAT) |  |

## Ronda de clasificación

### Clasificación 13° a 16°
|  | Semifinales   | Semifinales |              |       | Decimotercer puesto  | Decimotercer puesto  |  |
|  | 4 de julio    | 4 de julio  |              |       | 5 de julio           | 5 de julio           |  |
|  |               |             |              |       |                      |                      |  |
|  |               |             |              |       |                      |                      |  |
|  | Corea del Sur | 88          |              |       |                      |                      |  |
|  | Corea del Sur | 88          |              |       |                      |                      |  |
|  | China         | 95          |              |       |                      |                      |  |
|  | China         | 95          |              | China | 91                   |                      |  |
|  |               |             |              | China | 91                   |                      |  |
|  |               |             | China Taipéi | 48    |                      |                      |  |
|  | Túnez         | 59          | China Taipéi | 48    |                      |                      |  |
|  | Túnez         | 59          |              |       |                      |                      |  |
|  | China Taipéi  | 70          |              |       | Décimo quinto puesto | Décimo quinto puesto |  |
|  | China Taipéi  | 70          |              |       | Décimo quinto puesto | Décimo quinto puesto |  |
|  |               |             |              |       |                      |                      |  |
|  |               |             |              |       | Corea del Sur        | 78                   |  |
|  |               |             |              |       | Corea del Sur        | 78                   |  |
|  |               |             |              |       | Túnez                | 72                   |  |
|  |               |             |              |       | Túnez                | 72                   |  |
|  |               |             |              |       |                      |                      |  |

#### Semifinales
| 4 de julio de 2011 | Corea del Sur                          | 88–95                                 | China                                 | |  |
| 17:30              | Parciales: 11–24, 19–26, 20–25, 38–20  | Parciales: 11–24, 19–26, 20–25, 38–20 | Parciales: 11–24, 19–26, 20–25, 38–20 | |  |
|                    | Estadísticas Kim 32 Jun Yl Kim 5 Lee 7 | Reporte Pts Reb Asts                  | Estadísticas Wang 21 Sun 14 Sun 4     | Pabellón: Liepājas Olimpiskais centrs, Liepāja Árbitros: Arnis Ozols (LAT), Alejandro Sánchez (URU), Naftal Candido Chongo (MOZ) |  |

| 4 de julio de 2011 | Túnez                                                | 59–70                                | China Taipéi                         | |  |
| 20:00              | Parciales: 21–15, 8–13, 14–15, 16–27                 | Parciales: 21–15, 8–13, 14–15, 16–27 | Parciales: 21–15, 8–13, 14–15, 16–27 | |  |
|                    | Estadísticas Souabni 16 M'Rad 13 Roudesli, Mahmoud 2 | Reporte Pts Reb Asts                 | Estadísticas Chen 24 Chen 8 Chen 6   | Pabellón: Liepājas Olimpiskais centrs, Liepāja Árbitros: Philip Lawrence Poulton Haines (AUS), Sergey Mikhaylov (RUS), Marwan Egho (LIB) |  |

#### Partido por el décimo quinto puesto
| 5 de julio de 2011 | Corea del Sur                         | 78–72                                 | Túnez                                    | |  |
| 17:30              | Parciales: 11–15, 17–25, 24–10, 26–22 | Parciales: 11–15, 17–25, 24–10, 26–22 | Parciales: 11–15, 17–25, 24–10, 26–22    | |  |
|                    | Estadísticas Kim 20 Kim 7 Kim 6       | Reporte Pts Reb Asts                  | Estadísticas Abada 19 Manai 10 Souabni 8 | Pabellón: Liepājas Olimpiskais centrs, Liepāja Árbitros: Philip Lawrence Poulton Hines (AUS), Alejandro Sánchez Varela R. (URU), Naftal Candido Ckongo (MOZ) |  |

#### Partido por el decimotercer puesto
| 5 de julio de 2011 | China                                | 91–48                                | China Taipéi                         | |  |
| 20:00              | Parciales: 13–15, 33–13, 24–6, 21–14 | Parciales: 13–15, 33–13, 24–6, 21–14 | Parciales: 13–15, 33–13, 24–6, 21–14 | |  |
|                    | Estadísticas Guo 24 Zhai 9 Guo 4     | Reporte Pts Reb Asts                 | Estadísticas Hung 18 Hung 6 Chen 5   | Pabellón: Liepājas Olimpiskais centrs, Liepāja Árbitros: Arnis Ozols (LAT), Marwan Egho (LIB), Sergey Mikhaylov (RUS) |  |

### Clasificación 9° a 12°
|  | Semifinales | Semifinales |         |        | Noveno puesto   | Noveno puesto   |  |
|  | 8 de julio  | 8 de julio  |         |        | 9 de julio      | 9 de julio      |  |
|  |             |             |         |        |                 |                 |  |
|  |             |             |         |        |                 |                 |  |
|  | Brasil      | 77          |         |        |                 |                 |  |
|  | Brasil      | 77          |         |        |                 |                 |  |
|  | Egipto      | 63          |         |        |                 |                 |  |
|  | Egipto      | 63          |         | Brasil | 81              |                 |  |
|  |             |             |         | Brasil | 81              |                 |  |
|  |             |             | Letonia | 73     |                 |                 |  |
|  | Canadá      | 96          | Letonia | 73     |                 |                 |  |
|  | Canadá      | 96          |         |        |                 |                 |  |
|  | Letonia     | 99          |         |        | Undécimo puesto | Undécimo puesto |  |
|  | Letonia     | 99          |         |        | Undécimo puesto | Undécimo puesto |  |
|  |             |             |         |        |                 |                 |  |
|  |             |             |         |        | Egipto          | 79              |  |
|  |             |             |         |        | Egipto          | 79              |  |
|  |             |             |         |        | Canadá          | 84              |  |
|  |             |             |         |        | Canadá          | 84              |  |
|  |             |             |         |        |                 |                 |  |

#### Semifinales
| 8 de julio de 2011 | Brasil                                        | 77–63                                 | Egipto                                     | |  |
| 10:00              | Parciales: 12–16, 28–15, 19–11, 18–21         | Parciales: 12–16, 28–15, 19–11, 18–21 | Parciales: 12–16, 28–15, 19–11, 18–21      | |  |
|                    | Estadísticas Rossetto 18 Cunha 6 Togni Neto 6 | Reporte Pts Reb Asts                  | Estadísticas Mohamed 18 Ahmed 13 Mohamed 3 | Pabellón: Arena Riga, Riga Árbitros: Milivoje Jovcic (SRB), Alejandro Sánchez Varela (URU), Yi-Chih Chung (TPE) |  |

| 8 de julio de 2011 | Letonia                                                 | 99–96                                 | Canadá                                    |                                                                                                  |  |
| 12:15              | Parciales: 23–24, 21–30, 27–15, 28–27                   | Parciales: 23–24, 21–30, 27–15, 28–27 | Parciales: 23–24, 21–30, 27–15, 28–27     |                                                                                                  |  |
|                    | Estadísticas Dukulis 23 Dukulis 11 Vecvagars, Bertāns 4 | Reporte Pts Reb Asts                  | Estadísticas Pierre 30 Pierre 10 Hanlan 5 | Pabellón: Arena Riga, Riga Árbitros: Vicente Bulto (ESP), Takao Udagawa (JPN), Marwan Egho (LIB) |  |

#### Partido por el undécimo puesto
| 9 de julio de 2011 | Egipto                                 | 79–84                                 | Canadá                                    | |  |
| 10:00              | Parciales: 18–17, 16–21, 24–25, 21–21  | Parciales: 18–17, 16–21, 24–25, 21–21 | Parciales: 18–17, 16–21, 24–25, 21–21     | |  |
|                    | Estadísticas Ahmed 19 Ahmed 13 Gamal 4 | Reporte Pts Reb Asts                  | Estadísticas Pierre 28 Pierre 13 Pierre 4 | Pabellón: Arena Riga, Riga Árbitros: John Daniel Goble (USA), Yi-Chih Chung (TPE), Naftal Candido Chongo (MOZ) |  |

#### Partido por el noveno puesto
| 9 de julio de 2011 | Brasil                                            | 81–73                                 | Letonia                                          | |  |
| 12:15              | Parciales: 21–14, 20–21, 17–19, 23–19             | Parciales: 21–14, 20–21, 17–19, 23–19 | Parciales: 21–14, 20–21, 17–19, 23–19            | |  |
|                    | Estadísticas Rossetto 19 Nogueira 10 Togni Neto 4 | Reporte Pts Reb Asts                  | Estadísticas Bertans 25 Dukulis, Timma 6 Timma 6 | Pabellón: Arena Riga, Riga Árbitros: Fernando Jorge Sampietro (ARG), Milivoje Jovcic (SRB), Marwan Egho (LIB) |  |

## Ronda final

### Campeonato
|  | Cuartos de final | Cuartos de final |           |        | Semifinales | Semifinales |           |              | Final        | Final       |  |
|  | 8 de julio       | 8 de julio       |           |        | 9 de julio  | 9 de julio  |           |              | 10 de julio  | 10 de julio |  |
|  |                  |                  |           |        |             |             |           |              |              |             |  |
|  |                  |                  |           |        |             |             |           |              |              |             |  |
|  | Australia        | 74               |           |        |             |             |           |              |              |             |  |
|  | Australia        | 74               |           |        |             |             |           |              |              |             |  |
|  | Serbia           | 93               |           |        |             |             |           |              |              |             |  |
|  | Serbia           | 93               |           | Serbia | 76          |             |           |              |              |             |  |
|  |                  |                  |           | Serbia | 76          |             |           |              |              |             |  |
|  |                  |                  | Argentina | 71     |             |             |           |              |              |             |  |
|  | Croacia          | 76               | Argentina | 71     |             |             |           |              |              |             |  |
|  | Croacia          | 76               |           |        |             |             |           |              |              |             |  |
|  | Argentina        | 81               |           |        |             |             |           |              |              |             |  |
|  | Argentina        | 81               |           |        |             |             |           | Serbia       | 67           |             |  |
|  |                  |                  |           |        |             |             |           | Serbia       | 67           |             |  |
|  |                  |                  | Lituania  | 85     |             |             |           |              |              |             |  |
|  | Estados Unidos   | 74               | Lituania  | 85     |             |             |           |              |              |             |  |
|  | Estados Unidos   | 74               |           |        |             |             |           |              |              |             |  |
|  | Rusia            | 79               |           |        |             |             |           |              |              |             |  |
|  | Rusia            | 79               |           | Rusia  | 68          |             |           | Tercer lugar | Tercer lugar |             |  |
|  |                  |                  |           | Rusia  | 68          |             |           | Tercer lugar | Tercer lugar |             |  |
|  |                  |                  | Lituania  | 85     |             |             |           |              |              |             |  |
|  | Polonia          | 75               | Lituania  | 85     |             |             | Argentina | 72           |              |             |  |
|  | Polonia          | 75               |           |        |             |             | Argentina | 72           |              |             |  |
|  | Lituania         | 87               |           |        |             |             |           |              | Rusia        | 77          |  |
|  | Lituania         | 87               |           |        |             |             |           |              | Rusia        | 77          |  |
|  |                  |                  |           |        |             |             |           |              |              |             |  |

Ronda por el quinto puesto
|  | Semifinales    | Semifinales |                |           | Quinto puesto  | Quinto puesto  |  |
|  | 9 de julio     | 9 de julio  |                |           | 10 de julio    | 10 de julio    |  |
|  |                |             |                |           |                |                |  |
|  |                |             |                |           |                |                |  |
|  | Australia      | 90          |                |           |                |                |  |
|  | Australia      | 90          |                |           |                |                |  |
|  | Croacia        | 63          |                |           |                |                |  |
|  | Croacia        | 63          |                | Australia | 77             |                |  |
|  |                |             |                | Australia | 77             |                |  |
|  |                |             | Estados Unidos | 78        |                |                |  |
|  | Estados Unidos | 84          | Estados Unidos | 78        |                |                |  |
|  | Estados Unidos | 84          |                |           |                |                |  |
|  | Polonia        | 47          |                |           | Séptimo puesto | Séptimo puesto |  |
|  | Polonia        | 47          |                |           | Séptimo puesto | Séptimo puesto |  |
|  |                |             |                |           |                |                |  |
|  |                |             |                |           | Croacia        | 70             |  |
|  |                |             |                |           | Croacia        | 70             |  |
|  |                |             |                |           | Polonia        | 82             |  |
|  |                |             |                |           | Polonia        | 82             |  |
|  |                |             |                |           |                |                |  |

| Bandera de Lituania |
| Campeón Lituania    |
| Primer título       |

### Cuartos de final
| 8 de julio de 2011 | Polonia                                           | 75–87                                 | Lituania                                               | |  |
| 14:30              | Parciales: 15–22, 18–25, 24–17, 18–23             | Parciales: 15–22, 18–25, 24–17, 18–23 | Parciales: 15–22, 18–25, 24–17, 18–23                  | |  |
|                    | Estadísticas Michalak 29 Michalak 13 Grochowski 6 | Reporte Pts Reb Asts                  | Estadísticas Valančiūnas 26 Valančiūnas 24 Cizauskas 6 | Pabellón: Arena Riga, Riga Árbitros: Fernando Jorge Sampietro (ARG), Philip Lawrence Poulton Haines (AUS), Samir Abaakil (MAR) |  |

| 8 de julio de 2011 | Rusia                                        | 79–74                                 | Estados Unidos                                     | |  |
| 16:45              | Parciales: 25–18, 15–12, 12–23, 27–21        | Parciales: 25–18, 15–12, 12–23, 27–21 | Parciales: 25–18, 15–12, 12–23, 27–21              | |  |
|                    | Estadísticas Kulagin 21 Kulagin 12 Gudumak 5 | Reporte Pts Reb Asts                  | Estadísticas Lamb 21 Mitchell 7 cuatro jugadores 2 | Pabellón: Arena Riga, Riga Árbitros: Elias Koromilas (GRE), Robert Lottermoser (GER), Naftal Candido Chongo (MOZ) |  |

| 8 de julio de 2011 | Australia                                          | 74–93                                 | Serbia                                                     | |  |
| 19:00              | Parciales: 12–22, 26–20, 10–27, 26–24              | Parciales: 12–22, 26–20, 10–27, 26–24 | Parciales: 12–22, 26–20, 10–27, 26–24                      | |  |
|                    | Estadísticas Greenwood 25 Creek 6 tres jugadores 2 | Reporte Pts Reb Asts                  | Estadísticas Mitrovic, Drenovac 17 Gujanicic 7 Cvetkovic 4 | Pabellón: Arena Riga, Riga Árbitros: John Daniel Goble (USA), Olegs Latisevs (LAT), Joseph Bissang (FRA) |  |

| 8 de julio de 2011 | Argentina                                 | 81–76                                 | Croacia                                      | |  |
| 21:15              | Parciales: 21–11, 25–21, 13–22, 22–22     | Parciales: 21–11, 25–21, 13–22, 22–22 | Parciales: 21–11, 25–21, 13–22, 22–22        | |  |
|                    | Estadísticas Garino 21 Garino 8 Giaveno 5 | Reporte Pts Reb Asts                  | Estadísticas Šarić 24 Šarić 9 Šarić, Katic 3 | Pabellón: Arena Riga, Riga Árbitros: Guerrino Cerebuch (ITA), Roberto Vazquez (PUR), Sergey Mikhaylov (RUS) |  |

### Clasificación del 5° al 8°
| 9 de julio de 2011 | Estados Unidos                                       | 84–47                                 | Polonia                                                      | |  |
| 14:30              | Parciales: 19–11, 17–10, 23–11, 25–15                | Parciales: 19–11, 17–10, 23–11, 25–15 | Parciales: 19–11, 17–10, 23–11, 25–15                        | |  |
|                    | Estadísticas McDermott 19 Jackson 10 Lamb, Jackson 4 | Reporte Pts Reb Asts                  | Estadísticas Michalak 13 Michalak, Grochowski 5 Grochowski 5 | Pabellón: Arena Riga, Riga Árbitros: Guerrino Cerebuch (ITA), Sergey Mikhaylov (RUS), Alejandro SANCHEZ Varela (URU) |  |

| 9 de julio de 2011 | Australia                                  | 90–63                                 | Croacia                                   | |  |
| 16:45              | Parciales: 24–19, 16–16, 22–16, 28–12      | Parciales: 24–19, 16–16, 22–16, 28–12 | Parciales: 24–19, 16–16, 22–16, 28–12     | |  |
|                    | Estadísticas Greenwood 21 Creek 10 Creek 6 | Reporte Pts Reb Asts                  | Estadísticas Barac 20 Šarić 7 Junakovic 6 | Pabellón: Arena Riga, Riga Árbitros: Vicente Bulto (ESP), Fernando Rocha (POR), Zhiyuan Jiang (CHN) |  |

### Semifinales
| 9 de julio de 2011 | Rusia                                          | 68–85                                 | Lituania                                               | |  |
| 19:00              | Parciales: 11–25, 15–28, 24–17, 15–18          | Parciales: 11–25, 15–28, 24–17, 15–18 | Parciales: 11–25, 15–28, 24–17, 15–18                  | |  |
|                    | Estadísticas Kulagin 27 Trushkin 5 Zaryazhko 4 | Reporte Pts Reb Asts                  | Estadísticas Valančiūnas 21 Valančiūnas 13 Čižauskas 7 | Pabellón: Arena Riga, Riga Árbitros: Elias Koromilas (GRE), Roberto Vazquez (PUR), Philip Lawrence Poulton Haines (AUS) |  |

| 9 de julio de 2011 | Serbia                                              | 76–71                                 | Argentina                                | |  |
| 21:15              | Parciales: 16–14, 12–18, 29–22, 19–17               | Parciales: 16–14, 12–18, 29–22, 19–17 | Parciales: 16–14, 12–18, 29–22, 19–17    | |  |
|                    | Estadísticas Bogdanović 25 Bogdanović 8 Vujošević 6 | Reporte Pts Reb Asts                  | Estadísticas Delia 19 Delia 10 Giaveno 3 | Pabellón: Arena Riga, Riga Árbitros: Michael John Weiland (CAN), Olegs Latisevs (LAT), Borys Ryzhyk (UKR) |  |

### Partido por el séptimo puesto
| 10 de julio de 2011 | Polonia                                            | 82–70                                 | Croacia                                        | |  |
| 13:30               | Parciales: 18–26, 20–20, 22–11, 22–13              | Parciales: 18–26, 20–20, 22–11, 22–13 | Parciales: 18–26, 20–20, 22–11, 22–13          | |  |
|                     | Estadísticas Karnowski 29 Karnowski 9 Grochowski 7 | Reporte Pts Reb Asts                  | Estadísticas Šarić 21 Šarić 9 tres jugadores 3 | Pabellón: Arena Riga, Riga Árbitros: Fernando Jorge Sampietro (ARG), Sergey Mikhaylov (RUS), Philip Lawrence Poulton Haines (AUS) |  |

### Partido por el quinto puesto
| 10 de julio de 2011 | Estados Unidos                               | 78–77                                 | Australia                                     |                                                                                                   |  |
| 15:45               | Parciales: 21–24, 18–19, 21–16, 18–18        | Parciales: 21–24, 18–19, 21–16, 18–18 | Parciales: 21–24, 18–19, 21–16, 18–18         |                                                                                                   |  |
|                     | Estadísticas Hardaway 21 Leonard 6 Jackson 7 | Reporte Pts Reb Asts                  | Estadísticas Greenwood 26 Creek 9 Greenwood 5 | Pabellón: Arena Riga, Riga Árbitros: Vicente Bulto (ESP), Borys Ryzhyk (UKR), Yi-Chih Chung (TPE) |  |

### Partido por el tercer puesto
| 10 de julio de 2011 | Argentina                                   | 72–77                                 | Rusia                                       | |  |
| 19:00               | Parciales: 19–19, 21–16, 13–15, 19–27       | Parciales: 19–19, 21–16, 13–15, 19–27 | Parciales: 19–19, 21–16, 13–15, 19–27       | |  |
|                     | Estadísticas Girogetti 18 Delia 7 Giaveno 5 | Reporte Pts Reb Asts                  | Estadísticas Kulagin 24 Kulagin 8 Kulagin 4 | Pabellón: Arena Riga, Riga Árbitros: Milivoje Jovcic (SRB), Robert Lottermoser (GER), Alejandro Sánchez Varela (URU) |  |

### Final
| 10 de julio de 2011 | Serbia                                                    | 67–85                                 | Lituania                                              | |  |
| 21:15               | Parciales: 13–18, 19–21, 15–23, 20–23                     | Parciales: 13–18, 19–21, 15–23, 20–23 | Parciales: 13–18, 19–21, 15–23, 20–23                 | |  |
|                     | Estadísticas Drenovac 14 Cvetković, Siladi 5 Bogdanović 3 | Reporte Pts Reb Asts                  | Estadísticas Valančiūnas 36 Valančiūnas 8 Čižauskas 6 | Pabellón: Arena Riga, Riga Árbitros: Guerrino Cerebuch (ITA), John Daniel Goble (USA), Takao Udagawa (JPN) |  |

## Posiciones finales
| Posición | Equipo         |
| -------- | -------------- |
|          | Lituania       |
|          | Serbia         |
|          | Rusia          |
| 4        | Argentina      |
| 5        | Estados Unidos |
| 6        | Australia      |
| 7        | Polonia        |
| 8        | Croacia        |
| 9        | Brasil         |
| 10       | Letonia        |
| 11       | Canadá         |
| 12       | Egipto         |
| 13       | China          |
| 14       | China Taipéi   |
| 15       | Corea del Sur  |
| 16       | Túnez          |

## Líderes estadísticos
| Nombre            | PPP  |
| ----------------- | ---- |
| Jonas Valančiūnas | 23.0 |
| Boris Barač       | 18.7 |
| Assem Ahmed       | 18.5 |
| Dario Šarić       | 18.1 |
| Michal Michalak   | 17.4 |

| Nombre            | RPP  |
| ----------------- | ---- |
| Jonas Valančiūnas | 13.9 |
| Assem Ahmed       | 12.2 |
| Dario Šarić       | 10.1 |
| Edmunds Dukulis   | 9.5  |
| Lucas Nogueira    | 8.8  |

| Nombre                           | APP |
| -------------------------------- | --- |
| Vytenis Čižauskas                | 5.6 |
| Grzegorz Grochowski              | 5.5 |
| Kim Gi-Yun                       | 5.4 |
| Toni Katić                       | 4.5 |
| Joe Jackson Raulzinho Togni Neto | 4.1 |

| Nombre                              | TPP |
| ----------------------------------- | --- |
| Jonas Valančiūnas                   | 3.2 |
| Lucas Nogueira                      | 2.9 |
| Tony Mitchell                       | 1.8 |
| Przemyslaw Karnowski Meyers Leonard | 1.6 |

| Nombre                        | RPP |
| ----------------------------- | --- |
| Assem Marei                   | 2.3 |
| Chen Ying-Chun Moon Seong-Gon | 2.2 |
| Kevin Pangos                  | 2.1 |
| Jeremy Lamb                   | 2.0 |

## Premios
| MVP               |
| ----------------- |
| Jonas Valančiūnas |

Equipo ideal
- Jonas Valančiūnas
- Dmitry Kulagin
- Hugh Greenwood
- Jeremy Lamb
- Aleksandar Cvetković

## Árbitros
FIBA eligió 26 árbitros para el torneo.
- Fernando Jorge Samprieto
- Philip Lawrence Poulton Haines
- Guilherme Locatelli
- Michael John Weiland
- Zhiyuan Jiang
- Yi-Chih Chung
- José Hernan Melgarejo Pinto
- Joseph Bissang
- Robert Lottermoser
- Elias Koromilas
- Guerrino Cerebuch
- Takao Udagawa
- Olegs Latisevs
- Arnis Ozols
- Marwan Egho
- Samir Abaakil
- Naftal Candido Chongo
- Fernando Rocha
- Roberto Vázquez
- Sergey Mikhaylov
- Milivoje Jovcic
- Damir Javor
- Vicente Bulto
- Borys Ryzhyk
- Alejandro Sánchez Varela
- John Daniel Goble